# Костянтин Ратомський
Костянтин Яцкович Ратомський гербу Столобот (пом. 1562) — королівський дворянин, остерський староста.

## Біографія
Народився в родині Яцка Івановича Ратомського — дворянина Олександра Ягеллончика, королівського посла до Кримського ханства в 1507—1517 рр.
В 1542 р. посол Великого князівства Литовського і Руського до Кримського ханства. З невідомих причин Ратомський був схоплений і тримався під охороною, а його слуги посаджені в тюрму.
В 1550 р. засідав як асесор в віленських судах.
В 1552 році став остерським старостою. Він одразу провів ревізію Остерського замку, а надалі активно займався його розбудовою.

## Родина
Дружина — княжна Барбара Соломирецька. Мав сина Лаврина, який також обіймав остерське староство в 1566—1593 рр.